# Wetzlarer Straße 61

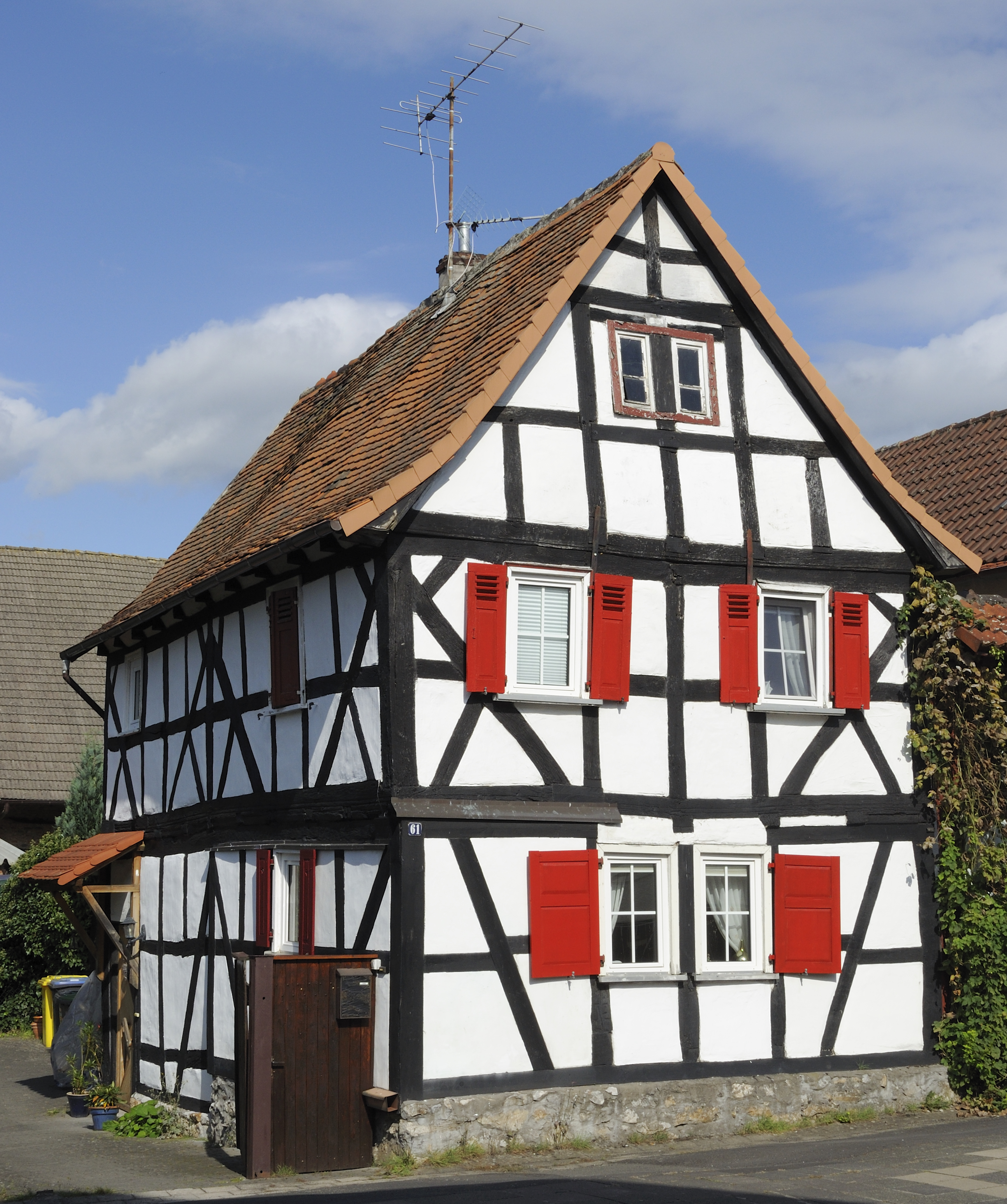
Wohnhaus der Hofreite

Die denkmalgeschütztes Hofreite Wetzlarer Straße 61 im mittelhessischen Kleinlinden besteht aus einem Wohnhaus, einer Scheune sowie dem zugehörigen Hof.
Das im 17. Jahrhundert errichtete Wohnhaus zählt zu den ältesten in Kleinlinden, das „qualitätsvolle“ Fachwerk wurde Anfang der 1990er Jahre freigelegt. Besonders hervorstechend sind die Mannformen des Obergeschosses, das Satteldach ist mit Biberschwänzen gedeckt.
Die Anlage gilt als ortsbildprägend und ist Kulturdenkmal aus ortsgeschichtlichen, künstlerischen sowie städtebaulichen Gründen. Sie bildet mit der benachbarten Hofreite Wetzlarer Straße 59 ein Ensemble.